# هنري وينفيلد واتسون
هنري وينفيلد واتسون هو محامي وسياسي أمريكي، ولد في 24 يونيو 1856، وتوفي في 27 أغسطس 1933. نشط حزبياً في الحزب الجمهوري. وقد انتخب عضو مجلس النواب الأمريكي ‏.